# Wulften am Harz
Wulften am Harz est un village d'Allemagne située en Basse-Saxe dans l'arrondissement de Göttingen. Le village fait partie de la communauté des communes de Hattorf am Harz.

## Géographie
Wulften am Harz se situe en bordure sud-ouest du massif montagneux du Harz et à l'extrémité nord-ouest du Rotenberg. Le village est traversé d'est en ouest par l'Oder. Les villes les plus proches sont Osterode am Harz (12 km), Herzberg am Harz (15 km) et Göttingen (30 km).

## Économie et infrastructure
Plusieurs entreprises locales et régionales ont leur siège à Wulften am Harz :
- Ehrhardt Reifen und Autoservice GmbH & Co. KG, maintenance de pneus et service de réparation automobile
- Gebr. Gropengiesser, entreprise de construction et exploitation de gravière
- Wode-Unger, installations sanitaires

## Politiques et administration
Jusqu'aux élections municipales du 12 septembre 2021, le poste de maire de Wuften am Harz était occupé par Henning Kruse (SPD). Aux élections de septembre 2021, le parti SPD et le groupe d'électeurs Wählergruppe Zukunft Wulften (WZW) ont réalisé un résultat identique de 36,4%. Après des entretiens exploratoires, une coalition entre CDU et WZW s'est constituée, débouchant sur l'élection d'Elvira Schaper (CDU) comme nouvelle maire de la commune.

## Jumelage
Neung-sur-Beuvron (France)